# Barrio de las Flores (La Coruña)
El Barrio das Flores es un barrio de la ciudad de La Coruña. En el año 2001 tenía 4470 habitantes, con tan solo 0,17 km² de superficie, la densidad de población alcanza los 26.294,11 hab/km². Se ubica en la parte sureste del núcleo urbano, hacia donde se desarrolló durante las décadas de los 60 y 70, incorporando áreas muy variadas.

## Toponimia
Su nombre se origina porque en esa zona se concentraba la plantación de flores más grande del casco urbano. Allí nació una de las compañías de arte floral más prestigiosas y antiguas de La Coruña, Flores Consuelo Obdulia. En 1901 sus creadores, Antonio Lagares Canosa y Obdulia Galán Teijido que tenían una casa en el Campo de Oza, centro del actual barrio de Flores, dedicaron el resto del terreno a sembrar semillas traídas de diferentes partes de Europa.
Por eso, todas las calles del barrio llevan nombres de flores y las plazas de árboles.

## Diseño

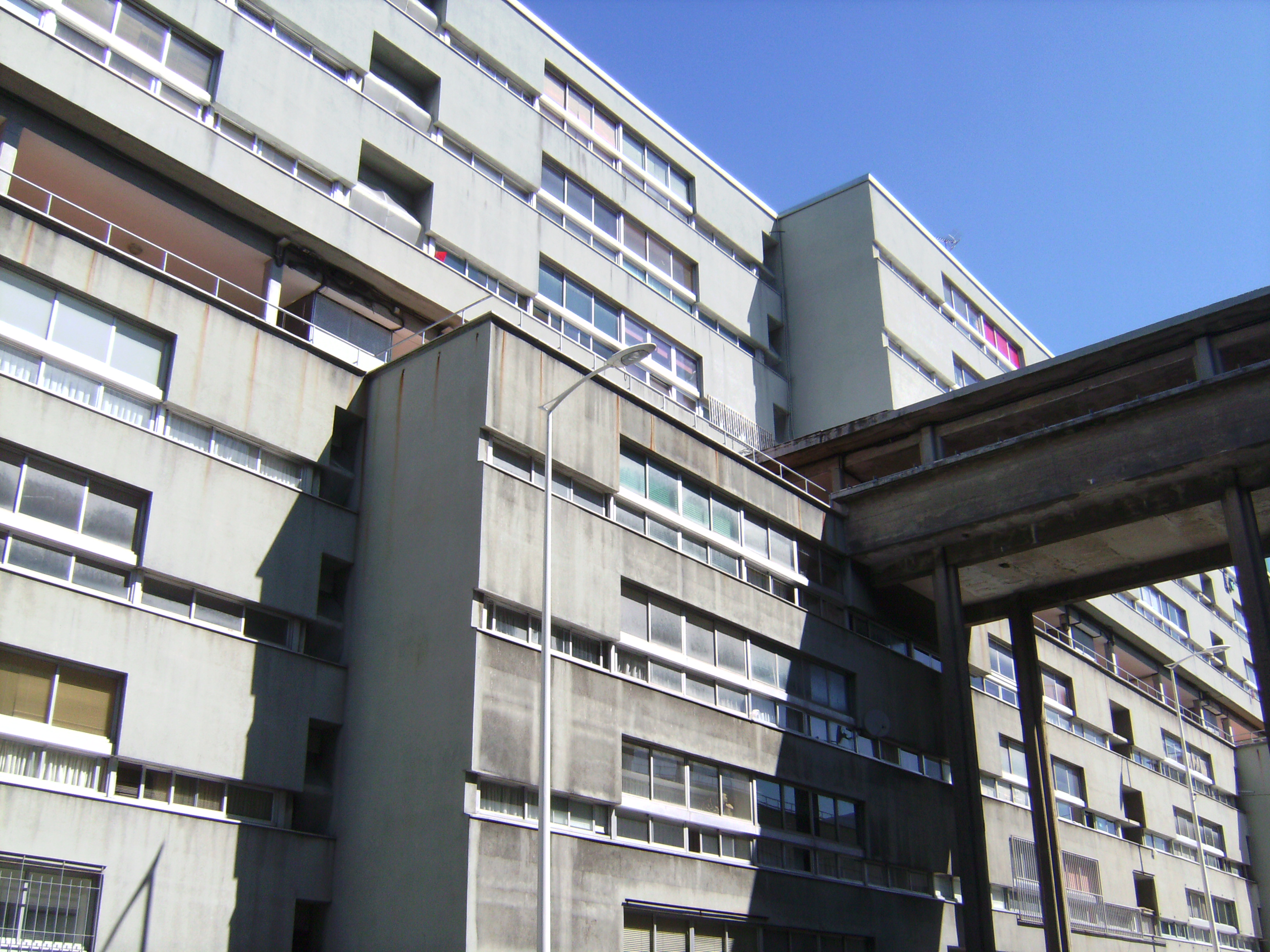
Unidad Vecinal nº 3, de Arquitectura moderna.

Los arquitectos José Antonio Corrales (premio nacional de arquitectura), Andrés Fernández-Albalat, Ignacio Bescansa, Jacobo Losada o José Luque Sabrini participaron en este proyecto que levantó 2.000 viviendas en una superficie de 17 hectáreas.
Se construyó con influencia de Le Corbusier y el constructivismo ruso de los años 30.

El barrio de las Flores es patrimonio arquitectónico. Es un ejemplo muy notable de la arquitectura del movimiento moderno. Pocas ciudades tienen una muestra tan contundente. Agrasar Quiroga.

El barrio con orientación norte-sur tiene forma de D, está perfectamente delimitado por la Avenida de Monelos y la Ronda de Camilo José Cela , se divide en tres unidades vecinales, conocidas popularmente como Termac, Inducosa y Dragados, en referencia a las respectivas empresas constructoras.

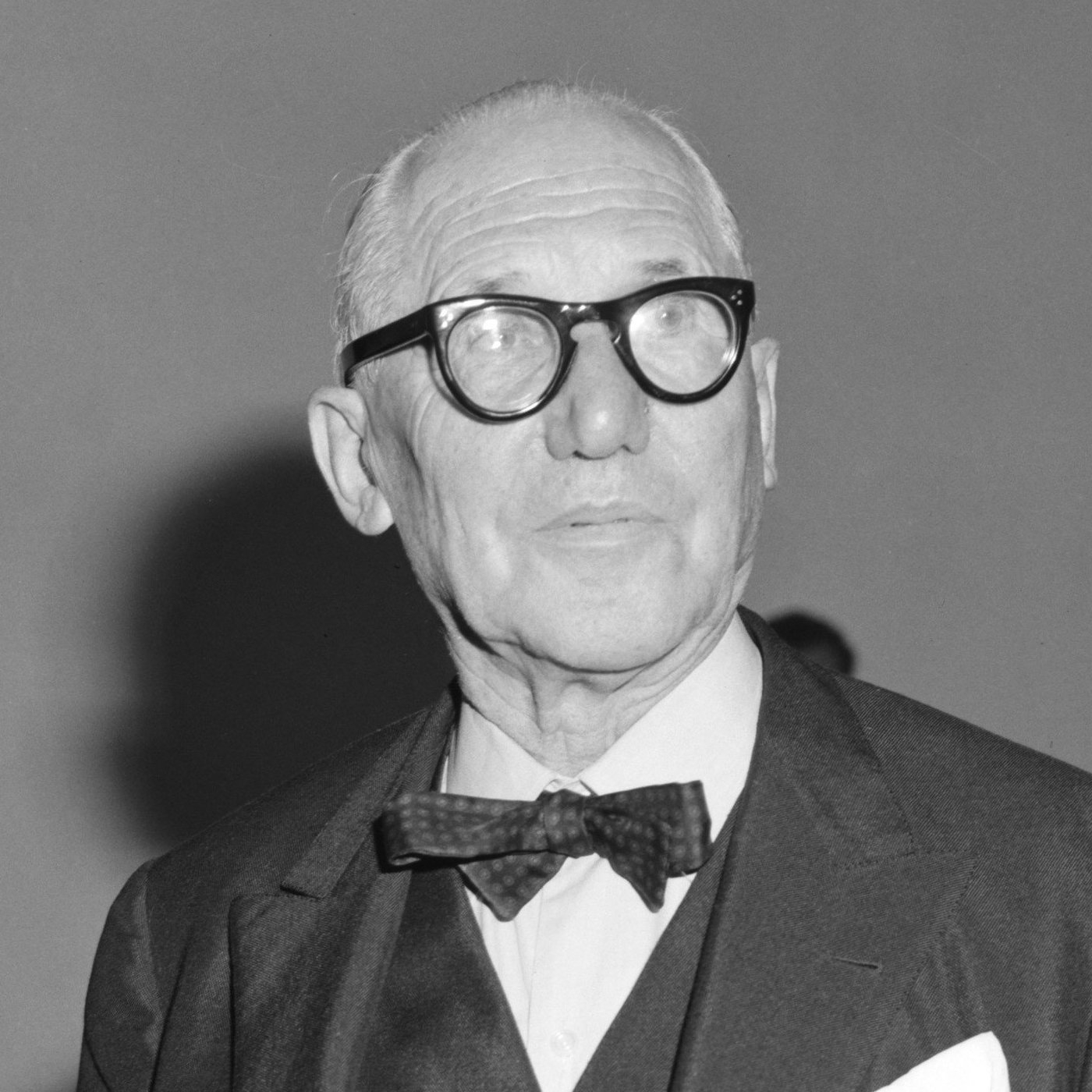
Le Corbusier fue una influencia en la construcción del barrio.

Corrales diseñó la Unidad Vecinal nº 3, conocida como Dragados, una actuación urbanística basada en la Carta de Atenas de Le Corbusier y ejecutada desde una perspectiva moderna y funcionalista que, además de pisos y viviendas unifamiliares, ofrecía equipamiento necesario para la vida cotidiana como iglesia o guardería, en las demás unidades también existía un ambulatorio de seguridad social, uno de los primeros creados en todo el estado español así como el Hogar del Pensionista, aún en funcionamiento, también uno de los primeros en el estado.
La Unidad Vecinal nº 3 es un conjunto de viviendas dispuestas en diferentes tipologías, no agrupadas en bloques específicos, sino interrelacionados a través de niveles y pasillos que albergan también espacios para guarderías, comercios e incluso algunos locales destinados a oficinas. Estas tipologías van desde apartamentos de dos dormitorios hasta viviendas de casi 150 m², pasando por un reducido número de viviendas unifamiliares.
El barrio no tiene tránsito vehicular interno, las calles son callejones sin salida y solo sirven como acceso de servicio para los habitantes de los diferentes bloques de viviendas. Este diseño permite la existencia de un gran parque central, pero dificulta que sea conocido por el resto de habitantes de la ciudad, y el acceso a pie también se complica por la excesiva cantidad de barreras arquitectónicas, escaleras, muros, falta de ascensores, etc

## Historia

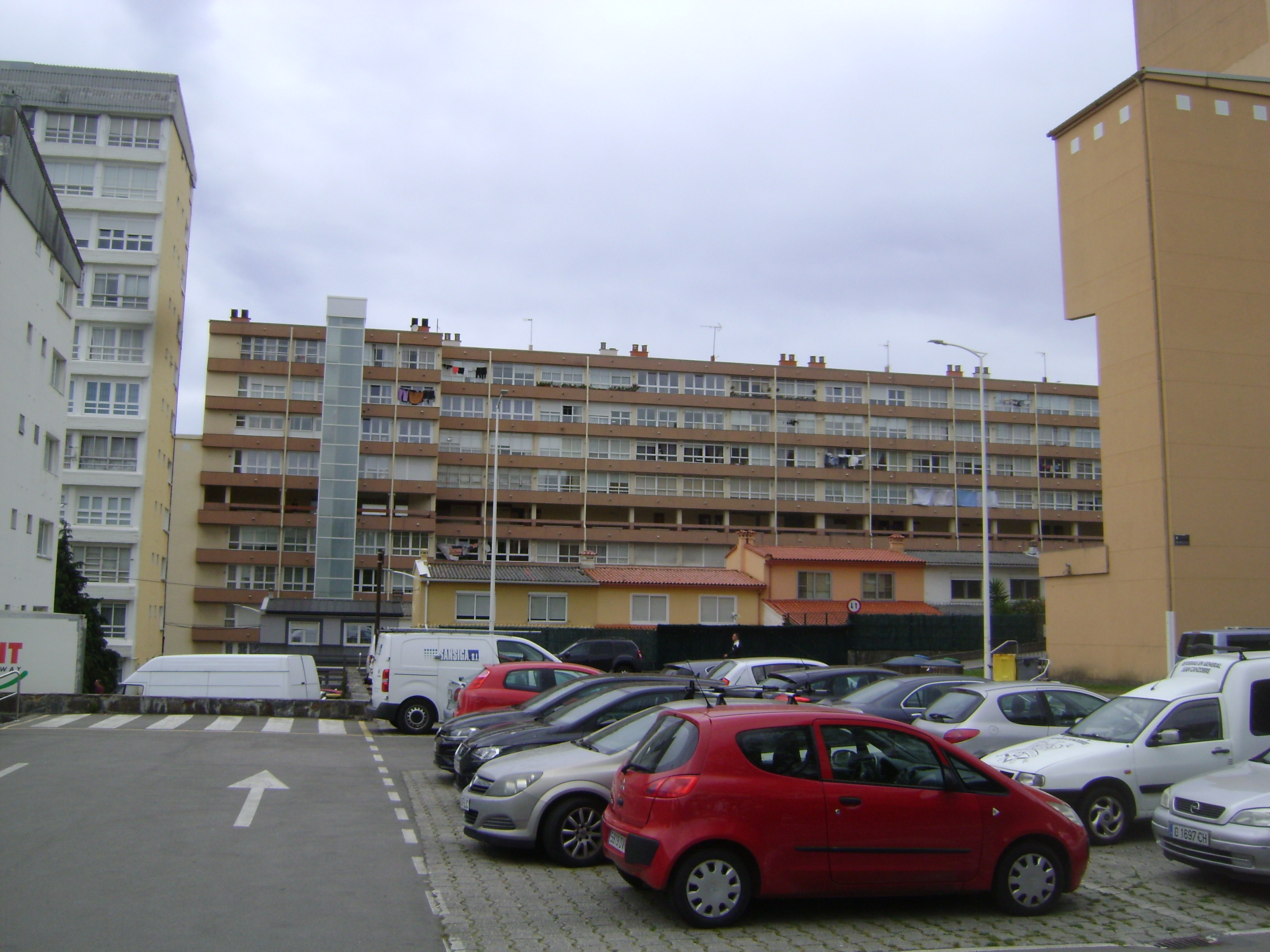
Imagen del barrio.

La historia del barrio comienza a mediados de la década de 1960 cuando la Obra Sindical del Hogar decidió crear un nuevo asentamiento para una población que estaba creciendo debido a la instalación de nuevas industrias como la refinería. Fue construido entre 1964 y 1967. Fue inaugurado oficialmente el 19 de agosto de 1967, con la visita del Jefe del Estado, Francisco Franco.
La población de clase obrera está envejeciendo, y es uno de los barrios más tranquilos de la ciudad herculina.

## Servicios

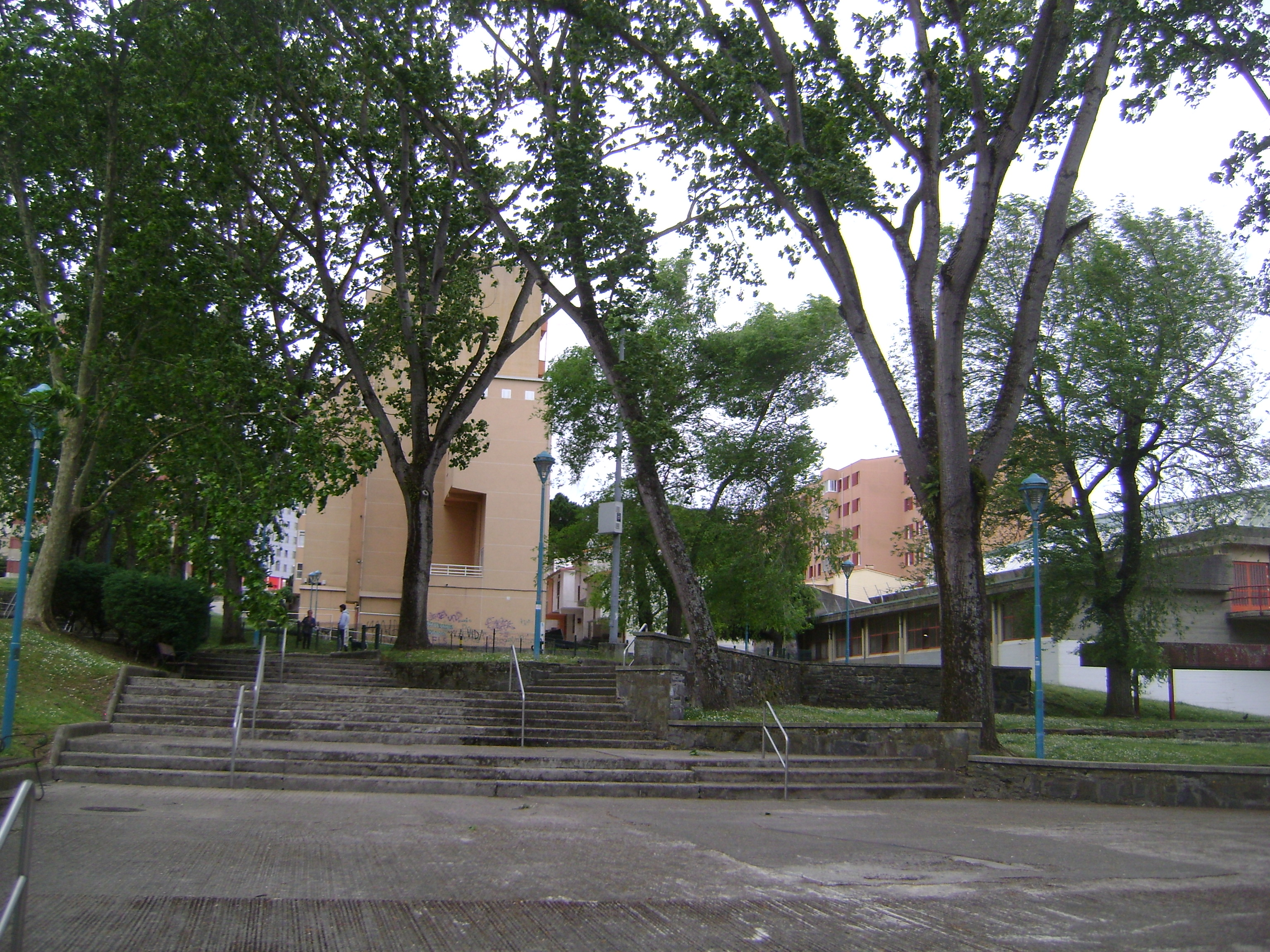
Imagen del barrio.

Apenas hay tiendas, aunque por su ubicación está cerca de casi todos los grandes centros comerciales de la ciudad, así como del CHUAC. Aunque carece de equipamientos culturales y ocupacionales, en el barrio se encuentra el Centro Abajo Coruña, el Centro para personas con retraso mental, Acopros, que además de dar servicio a las familias sordas, es un centro de orientación laboral, y el centro municipal de información para mujer.
Además, anualmente se celebra el festival FloresRock en el mes de septiembre, en el cual participan bandas locales y también nacionales de renombre.
En el centro del barrio se encuentra el Polideportivo Municipal del Barrio de las Flores.

## Deporte
El equipo del barrio es el Oza Juvenil.